# Partit Liberal Democràtic (Turquia)
El Partit Liberal Democràtic (turc Liberal Demokrat Parti, LDP) és un partit polític de Turquia fundat el 1994 com a Partit Liberal per l'empresari Besim Tibuk, qui havia estat assessor de Turgut Özal fins que va morir el 17 d'abril de 1993. Després de la mort de Turgut Özal, Besim Tibuk van decidir fundar un nou partit per a emfatitzar el moviment liberal a Turquia.

L'antic logotip de la LDP

Després del fracàs a les eleccions legislatives turques de 2002, Tibuk va renunciar com a cap. Després de la renúncia de Tibuk el partit va tenir alguns problemes de lideratge fins al 2005. El juny de 2005 Cem Toker esdevingué el president del Partit. El gener de 2017 Gültekin Tırpancı esdevingué el president del Partit.
El 2006 el LDP oferí una aliança paraigua a 9 partits polítics tant d'esquerra i dreta (incloent el Partit de la Mare Pàtria i el Partit Democràtic d'Esquerra) dels valors bàsics de la República en contra dels partits democràtics de govern conservador, l'AKP. No obstant això, aquest pla no va prosperar, i el Partit de la Justícia i el Desenvolupament va obtenir el 46,7% dels vots a les eleccions legislatives turques de 2007, en les quals l'LDP només va obtenir 36.717 vots (0,10%).